# Cristià August de Sulzbach
Cristià August de Sulzbach (en alemany Christian August von Sulzbach) va néixer a Sulzbach (Alemanya) el 26 de juliol de 1622 i va morir a la mateixa ciutat el 23 d'abril de 1708. Era un príncep de la casa de Wittelsbach i primer duc del Palatinat de Sulzbach, fill del comte palatí August (1582-1632) i d'Hedwig de Schleswig-Holstein-Gottorp (1603-1657).
El 1632 va succeir el seu pare, i com a governant va ser molt tolerant. Va concedir als seus ciutadans el dret a escollir la seva religió, introduint el Simultaneum, en què les esglésies tenien serveis tant catòlics com protestants. El 1666 va permetre als jueus instal·lar-se al ducat de Sulzbach. Sota el seu mandat, Sulzbach es va convertir en un centre cultural i en un lloc important en la indústria de la impressió.

## Matrimoni i fills
El 3 d'abril de 1649 es va casar a Estocolm amb Amàlia de Nassau-Siegen (1615-1669), filla de Joan VII i de Margarida de Schleswig-Holstein-Sonderburg-Plon (1583-1658). D'aquesta unió en nasqueren:
- Maria Hedwig (1650-1681), casada primer amb Segimon Francesc d'Àustria-Tirol (1630-1665), i després amb Juli Francesc de Saxònia-Lauenburg (1641-1689).
- Amàlia Sofia (1651-1721)
- Joan August (1654-1658)
- Cristià Alexandre (1656-1657)
- Teodor Eustaqui (1659-1732), casat amb la princesa Maria Elionor de Hessen-Rotenburg (1675-1720).